# ジャジャ馬BaBeのハロームービー
ジャジャ馬BaBeのハロームービー（ジャジャうまベイブのハロームービー）は、1987年10月17日から1988年10月8日までニッポン放送で放送されていたラジオ番組。メインパーソナリティはBaBe。放送時間は毎週土曜日 21:30 - 22:00。

## 概要
BaBeは1987年2月にデビュー後、同年4月11日からスタートした本番組の前身的番組『カモン・BaBeのハロームービー夢工場』でラジオ初レギュラー。同番組が1987年10月10日で終了後、翌週10月17日から同じ時間で本番組がスタートした。当時映画ブランド『ハロームービー』を有していた日清製粉の一社提供。
前身番組『カモン・BaBeのハロームービー夢工場』から引き続き、洋画、邦画の新作の試写会のお知らせ、新作映画の裏話紹介や映画の出演者をゲストに招いてのトークなど、映画を中心としたエンターテインメントの話題いっぱいに送り、BaBeの二人も自分たちなりに映画評論してみようというコンセプトだったが、後になって段々、映画に関係ない音楽をかけたり、「イタズラハガキ」などのはがき紹介で盛り上がったりなどのBaBeのパーソナリティ的な番組の色合いが強くなっていった。映画紹介コーナーには、当時のニッポン放送アナウンサー、寺内たけしも出演していた。
1988年10月8日の本番組の終了後、日清製粉提供の『ハロームービー』枠は『渡辺満里奈 見つめてMY HEART』（毎週日曜日 21:30 - 22:00）に引き継がれた。

## 主なコーナー
- イタズラハガキ
- ブラボーリクエスト[4]
- サタデーナイトスクリーン[4]

## ゲスト
- 斉藤由貴（1987年12月5日）
- 工藤静香（1988年6月18日）
- 浅香唯（1988年7月30日）
他